# Baoulé (langue)
Pour les articles homonymes, voir Baoulé.
Le baoulé est une langue africaine de la famille des langues akan ou tano central. Il s'agit de la langue du peuple des Baoulés. Elle est principalement parlée en Côte d'Ivoire dans le centre du pays à Bouaké, Yamoussoukro, Dimbokro, Béoumi, Sakassou, Daoukro, Bouaflé, Kouassi Kouassikro, Bodokro, Bocanda, Ouelle, M'bahiakro, Toumodi, Tiébissou et de Didiévi.

## Écriture
Le baoulé s’écrit avec l’alphabet latin, et certaines lettres supplémentaires selon les règles de l’Orthographe pratique des langues ivoiriennes rédigé par l’Institut de linguistique appliqué ivoirien en 1979. D’autres conventions orthographique étaient d’usage auparavant et le sont encore.

### Alphabet ILA
| A | B | C | D | E | Ɛ | F | G | GB | I | J | K | KP | L | M | N | NY | O | Ɔ | P | R | S | T | U | V | W | Y | Z |
| a | b | c | d | e | ɛ | f | g | gb | i | j | k | kp | l | m | n | ny | o | ɔ | p | r | s | t | u | v | w | y | z |

| an | ɛn | in | ɔn | un |

## Prononciation
|            | Antérieure | Centrale | Postérieure |
| ---------- | ---------- | -------- | ----------- |
| Fermée     | i ĩ        |          | u ũ         |
| Mi-fermée  | e          |          | o           |
| Mi-ouverte | ɛ ɛ̃        |          | ɔ ɔ̃         |
| Ouverte    |            | a ã      |             |

|           | Bilabial | Bilabial | Labio- dental | Labio- dental | Alvéolaire | Alvéolaire | Palatal | Palatal | Vélaire | Vélaire | Labio-vélaire | Labio-vélaire |
| --------- | -------- | -------- | ------------- | ------------- | ---------- | ---------- | ------- | ------- | ------- | ------- | ------------- | ------------- |
| Occlusive | p        | b        |               |               | t          | d          |         |         | ɡ       | k       | ɡb            | kp            |
| Nasale    | m        | m        |               |               | (n)        | (n)        | (ɲ)     | (ɲ)     |         |         | (ŋw)          | (ŋw)          |
| Fricative |          |          | f             | v             | s          | z          | c       | ɟ       |         |         |               |               |
| Spirante  |          |          |               |               | l          | l          | j       | j       |         |         | w             | w             |
| Roulée    |          |          |               |               | r          | r          |         |         |         |         |               |               |

## Nombres
- Un (1): kun ou kɔn (konh)
- Deux (2): nnyɔn (n'gnonh)
- Trois (3): nsan (n'sanh)
- Quatre (4): nnan (n'nanh)
- Cinq (5): nnun (n'nouh)
- Six (6): nsiɛn (nsihinh)
- Sept (7): nso (n'soh)
- Huit (8): mɔcuɛ (m'tchouêh)
- Neuf (9): ngwlan (n'glouhan)
- Dix (10): blu (blouh)
- Onze (11): blu nin kun (blouh-ni-konh)
- Douze (12): blu nin nnyɔn (blouh-ni-n'gnonh)
- Dix-neuf (19): blu nin ngwlan (blouh-ni-n'glouhan)
- Vingt (20): ablaɔn (ablahah)
- Vingt et un (21): ablaɔn nin kun (ablahah-ni-konh)
- Trente (30): ablasan (ablasanh)
- Quarante (40): ablanan' (ablananh)
- Cinquante (50): ablenunn ou abluenunn (ablenouh)
- Soixante (60): ablesiɛn ou abluesiɛn (abléssihinh)
- Soixante-dix (70): ableso ou ablueso (abléssoh)
- Quatre-vingts (80): ablauncuɛ ou ablaɔcuɛ (abla n'tchouêh)
- Quatre-vingt-dix (90): ablangwlan (abla n'glouhan)
- Cent (100): ya ou ya kun (yah-konh)
- Cent un (101): ya kun ni kun (yah-konh-ni-konh)
- Deux cents (200): ya nnyɔn (yah-gnonh)
- Trois cents (300): ya nsan (yah-nsanh)
- Mille (1 000): akpi (akpi)
- Dix mille (10 000): akpi blu
- Dix mille un (10 001): akpi blu ɔni kun
- Onze mille (11 000): akpi blu ni kun
- Cent mille (100 000): akpi ya kun
- Un million (1 000 000): akpingbin
- Un milliard (1 000 000 000): akpingbingbin

## Couleurs
Les Baoulé distinguent trois grands groupes de couleur:
- Blé : pour désigner à la fois le noir, le bleu, le vert, le violet, l'indigo, le gris, le brun etc.
- Ôclouê ou Kôkôlè : pour désigner à la fois le rouge, le jaune, le rose etc.
- Oufoué : pour désigner le blanc, le beige, le kaki etc.

Pour les nuances, ils se réfèrent aux éléments naturels comme chez les Occidentaux d'ailleurs: vert olive…

## Végétaux
Noms de quelques végétaux tropicaux en langue baoulé (nom courant, nom scientifique, nom en baoulé)[réf. nécessaire]
- Abalé = Combretodendron africanum = Tanvan waka
- Ako = Antiaris toxicaria = Ofihin
- Amarante = Amaranthus cruentus, Amaranthus hybridus = Brombrou
- Amazakoué = Guibourtia ehie = Blalai waka
- Ananas = Ananas comosus = Ablailêh
- Aningré = Pouteria altissima = Âtchah
- Anacarde : Sonhmon
- Arachide = Arachis hypogaea = N'gatêh
- Arbre à pain = Artocarpus altissima = Blôfouê n'gatêh
- Aubergine = Solanum macranthum = Niguémah
- Aubergine africaine = Solanum aethiopicum = Gboma
- Aubergine pois = Solanum torvum = Gnangnan
- Azobé = Lophira alata = Mlangan
- Badi = Nauclea diderrichii = Tôlai
- Bahia = Mitragyna ciliata = Gbloh ou Yawla
- Banane douce = Musa paradisiaca = poyoh
- Banane plantain = Musa paradisiaca = Mandah
- Baobab = Adansonia digitata = Flôdôh
- Bauhinia = Bauhinia acuminata, Bauhinia aculeata = Djamla
- Bété = Mansonia altissima = Boloi
- Canne à sucre = Saccharum officinarum = Anglannanh
- Carapa = Carapa procera, Carapa guineensis = Kodou
- Caya blanc = Cleome gynandra = Winwin
- Celosie = Celosia argentea
- Celtis = Celtis integrifolia = Asann
- Chiendent = Imperata cylindrica = Awagnih
- Citron = Citrus limon = Baoulé domi
- Coco = Cocos nucifera = Kpacoh
- Corète potagère = Corchorus olitorius L = Kplala, Nanounkounh
- Cotonnier = Gossypium herbaceum = Djéssé, Fokoh
- Dabéma = Piptadenia africana = Dabémanh
- Dika = Irvingia gabonensis = Kaklou, Wlehwleh.
- Ebiara = Berlinia occidentalis = Kpakpah
- Emien = Alstonia boonei = Ahmienh
- Epinard Africain = Talinum fruticosum = Anango Brou
- Essessang = Ricinodendron heudelotii = Apki
- Fraké = Terminalia superba = Flah
- Framiré = Terminalia ivorensis = Bonou kpandji
- Fromager = Ceiba thonningii = N'gninh
- Gingembre = Zingiber officinale = Assiê n' sah
- Gombo =  Abelmoschus esculentus = Gbolou
- Haricot = Phaseolus vulgaris = Halowâ
- Igname = Dioscorea bulbifera = Douoh
- Ilomba = Pycnanthus angolensis = Adrinh
- Iroko = Chlorophora excelsa = Allah
- Irvingia = Dika = Irvingia gabonensis = Kaklou, Wlehwleh.
- Jatropha = Jatropha curcas = Aprompron
- Karité = Vitellaria paradoxa = N'gouin
- Katemfe(Feuilles) = Thaumatoccocus danielii = N'godroh n'yah (Feuilles pour l'emballage alimentaire: Attiéké, papillotes)
- Kola = Cola acuminata = Ossê
- Kotibé = Cistanthera papaverifera = Âyah
- Koto = Pterygota macrocarpa = Ofouê alai
- Limbali = Gilbertiodendron taiense = Kpakpah (la plupart des grandes césalpiniacées se désignent sous le vocable "kpakpah", dérivé du son qu'émet l'éclatement des gousses sèches de ces grands arbres)
- Lo = Parkia bicolor = Ablissangô
- Loloti = Lannea welwitschii = Kodro
- Mangue = Mangifera indica = Amango
- Manioc = Manihot esculenta = Agbâ
- Maïs = Zea mays = Ablé
- Morelle africaine = Solanum sparsipilum = Fouet
- Orange = Citrus sinensis = Dômi
- Oseille de Guinée = Hibiscus sabdariffa = Dah
- Palmier = Eleais guineensis = M'mé
- Papaye = Carica papaya = ôflê
- Parassolier = Cecropia peltata = Adjouh n'
- Patate = Ipomoea batatas = Alédah
- Piment = Capsicum annuum = Mankun n'
- Pourpier = Portulaca oleracea = Pkolè-mgbli
- Prunier mombin = Spondias mombin = Tromman
- Rhonier = Borassus flabellifer = Kouyéh
- Riz = Oryza sativa = Âvié
- Rotin = Calamus rotang = Âlê
- Samba = Triplochiton scleroxylon = Kpata ôbouê
- Souchet comestible = Cyperus esculentus = N'gbomi
- Tabac = Nicotiana tabacum = Asrah ou gbosro
- Vigo = Alchornea cordifolia = Djéka (euphorbiacée lianescante très répandue en Côte d'Ivoire)

## Prénoms
Pour être précis, il s'agit plutôt de postnoms. En effet comme dans plusieurs cultures bantoues, chez les Baoulés le nom personnel se place après le patronyme. 

### Noms de jour et prénoms
| jour en français | jour en baoulé | prénom masculin                                 | prénom féminin                         |  |
| ---------------- | -------------- | ----------------------------------------------- | -------------------------------------- |  |
| lundi            | kisie          | Kuasi (Kouassi)                                 | Akisi (Akissi)                         |  |
| mardi            | jɔlɛ           | Kuajo (Kouadio, Kadjo, Kadio)                   | Ajua (Adjoua ou Adjo)                  |  |
| mercredi         | mlan           | Kɔnnan (Konan) (Konan)                          | Amlan (Komlan, Komenan, Amenan, Amlan) |  |
| jeudi            | we             | Kuaku (Kouakou)                                 | Au (Ahou)                              |  |
| vendredi         | ya             | Yao (Yao)                                       | Aya (Aya ou Ya)                        |  |
| samedi           | fue            | Kofi (Koffi)                                    | Afue (Affoué)                          |  |
| dimanche         | mɔnnɛn         | Kuain ou Kuamin (Kouamé, Kouam, Kouamin, Kamee) | Amuɛn (Amoin ou Amou)                  |  |

### Les prénoms selon la position dans la famille
- Troisième enfant d'une succession d'enfants de même sexe : I'nsan, Essan, N'Guessan et Gnissan.
- Quatrième enfant d'une succession d'enfants de même sexe : N'dri.
- Le neuvième enfant d'une mère : N'goran, N'gloan
- Le dixième enfant d'une mère : Brou.
- Le onzième enfant d'une mère : Loukou.
- Le douzième enfant d'une mère : N'gbin.

### Les prénoms de caresse
Un prénom de caresse, également appelé surnom mignon ou petit nom, est un terme affectueux que l'on donne à son partenaire dans un couple.
- Atôwla = Kouassi
- Modjou = Adjoua
- Djèbou N'Go = Amoin
- Djèlou ou Corzia = Aya
- Atoumani = Kouadio
- Abo = Konan.
- Kôlou = Kouakou.
- Adammo = Yao.
- Akpôlè = Koffi.
- Bly = Kouamé.
- Atchouè = N'Guessan,  (I'nsan).
- Gadeau = N'dri.
- Sialou = Amlan ou Aménan.
- Blédjah = Akissi.
- Ziahi = Affoué

### Les prénoms selon les circonstances de la naissance
- Atoumgbré : pour un enfant né lors d'une course de la mère hors de la maison
- Ahoutou : pour un enfant né faisant face au sol
- N'Da : pour des enfants jumeaux
- Amani : pour un enfant né à la suite des jumeaux de la même mère
- Allaly : quiétude
- N'Gonian : désespoir (pour conjurer le mauvais sort)
- Atiman : enfant prématuré
- Abonouan : étonnant
- Loukou : onzième enfant
- Abahndai : enfant attendu
- Djaha, gbamlê : rouquin
- Fri : albinos
- N'Siéni : où le mettre pour qu'il réussisse (prénom donné à un enfant dont les frères aînés sont décédés à la naissance)
- Rassou ou Souralê : bénédiction
- Famien : roi, prince
- N'Nafiassou : je n'y croyais plus (prénom donné à un enfant dont la mère était désespérée d'embrasser un enfant de son sein)
- Béhiblo : à jeter (pour exprimer son insatisfaction due à la forme très maigre du nouveau-né. en général les prématurés)
- Kodissou : si Dieu agrée (pour marquer son incertitude quant à la survie de l'enfant à cause de l'histoire triste des premières maternités de la mère)
- Koyahé : ça ne réussira pas (idem que Kodissou)
- Kanga : esclave (enfant né avec le cordon ombilical autour du cou)
- Moahé: Chance

### Les prénoms en référence aux éléments naturels
Ils sont portés dans leur plus grande part par les deux sexes. La parade trouvée pour faire la différence entre les deux sexes étant de précéder au nom N'djah pour l'homme et Moh pour la femme.
- Yobouet : caillou
- Akpoué : roche
- Allah : Iroko (chloroflora excelsa).
- Kondro : Loloti (arbre médicinale à écorce épaisse).
- Bla : fontaine
- N'Zué : eau
- Frondo : baobab
- Faitai : lac
- N'go : huile (prénom donné aux personnes de teint clair).
- Lomé : espèce de palmiste spécialement rouge
- M'mé : palmier
- Djué : poisson
- Bohoussou : génie des forêts
- Django : ficus
- Ko'go : vallée
- Béra : Touraco, aussi appelé Kodjo allou.
- Oura : ordures, prénom attribué à l'enfant né ou conçu juste avant le divorce de ses parents
- Zougou : chenille, prénom attribué aux personnes particulièrement velues.
- Oka : montagne, colline ou butte
- Gnamien : Dieu.
- Assié : terre

### Prénoms religieux et autres
- Pokou
- Botiwa (nom de masque protecteur)
- Bolaty ou Baulaty (la forêt n'a pas de tête)
- Goly
- Djè (masque protecteur)
- Akoua
- Mlan
- Assoh : fétiche de Bocanda à Konan-Elekro.
- M'bra : danse fétichiste
- Doh : fétiche strictement féminin.
- Allou : fétiche guerrier.
- Gbangbo : fétiche chez les Baoulé N'gban
- Allangba : fétiche protecteur.
- Tanou, Tanoh : fétiche.
- Djézou : fétiche.
- Kra : fétiche.
- Kangah : esclave, de nos jours, ce prénom est attribué aux enfants dont les précédents sont décédés.
- Souaga.
- N'gatta : enfant né après le décès de son père.
- Déla : fétiche.
- Saraka : sacrifice.
- Pondo : fétiche.
- Boni
- Messou
- Saouré
- Ti n'dôh : dixième enfant porte-malheur chez les Baoulé Fafoué et Faly mais désignant aussi l'enfant qui suit le troisième ou le quatrième enfant d'une succession d'enfants de même sexe. C'est le cas d'un enfant né après "N'san ou N'dri et  de même sexe que celui-ci.
- Tola
- Yoman ou Yeman
- Ameya
- Ayewla
- Koyayé
- Dua
- Ayevolè
- Langui
- Toto
- Kra
- Adjé
- Djè (variante de Adjé d'origine ashanti)
- Djèkè
- Elyôh enfant appartenant à tous.
- Apko
- Angoua